# Стратити не представляється можливим
Стратити не представляється можливим — радянський художній фільм 1982 року, знятий на Кіностудії ім. О. Довженка.

## Сюжет
Потомствений дворянин Борис Жадановський, офіцер, якому пророкували блискучу військову кар'єру, переходить на бік повсталого народу. У 1905 році за революційну діяльність Жадановський засуджується до смертної кари. Однак потужний страйковий рух, організований у відповідь на рішення суду, змушує царський уряд замінити страту на довічне тюремне ув'язнення. Після революції Жадановський вступає в Червону Армію і гине в боротьбі з білогвардійцями.

## У ролях
- Андрій Данилов — Борис Жадановський
- Олена Козелькова — мати Жадановського
- Сергій Харченко — заводчик
- Сергій Підгорний — Астахов
- Микола Федорцов — епізод
- Андрій Градов — епізод
- Вацлав Дворжецький — генерал
- Сергій Полежаєв — епізод
- Леонід Бєлозорович — епізод
- Валентин Бєлохвостик — Гордієнко
- Олексій Золотницький — епізод
- Ігор Боголюбов — Ніколаєв
- Михайло Васильєв — Калафуто
- В'ячеслав Воронін — Сербінов
- Аркадій Гашинський — епізод
- Петро Шелохонов — Патріарх
- Валентин Жиляєв — начальник в'язниці
- Бадрі Какабадзе — епізод
- Вікторія Корсун — епізод
- Володимир Марьянов — товариш Володимир
- Микола Олійник — епізод
- Олена Прудникова — епізод
- Сергій Свєчніков — Іванов
- Леонід Слісаренко — епізод
- Юріс Стренга — Зімберг
- Валентин Грудінін — епізод
- Микола Дупак — епізод
- Вілорій Пащенко — епізод
- Ігор Слободський — епізод
- Ігор Стариков — епізод
- Віктор Маркін — епізод
- Дмитро Франько — епізод
- Неоніла Гнеповська — епізод
- Юрій Мисенков — епізод
- Михайло Ігнатов — епізод

## Знімальна група
- Режисер — Ісаак Шмарук
- Сценарист — Володимир Власов, Михайло Гілелах
- Оператор — Олексій Прокопенко
- Композитор — Георгій Дмитрієв
- Художник — Вульф Агранов